# Mistrzostwa Europy w Łyżwiarstwie Szybkim w Wieloboju 1894
4. mistrzostwa Europy w łyżwiarstwie szybkim w wieloboju odbyły się w dniach 24–25 lutego 1894 roku w Hamarze w Norwegii. W zawodach brali udział tylko mężczyźni. Zawodnicy startowali na trzech dystansach: 500 m, 1500 m i 5000 m. W biegach na 500 i 1500 m rozgrywano eliminacje oraz finał do którego awansowała najlepsza 4. W przypadku biegu na 500 m potrzebna była również dogrywka, aby wyłonić zwycięzcę. Ponieważ żaden z zawodników nie wygrał wszystkich dystansów zwycięzcy nie ogłoszono. Miejsca zawodników są nieoficjalne. W trakcie zawodów ustanowiono 6 rekordów świata.

## Uczestnicy
W zawodach wzięło udział 13 łyżwiarzy z 2 krajów. Sklasyfikowanych zostało 6.
| Państwa biorące udział w mistrzostwach | Państwa biorące udział w mistrzostwach |
| -------------------------------------- | -------------------------------------- |
| Holandia                               | Unia szwedzko-norweska                 |

## Wyniki
DNF – nie ukończył, WR – rekord świata
| Pozycja | Zawodnik            | Kraj                   | 500 m kwalifikacje | 500 m finał  | 500 m dogrywka | 1500 m kwalifikacje | 1500 m finał   | 5000 m         |
| ------- | ------------------- | ---------------------- | ------------------ | ------------ | -------------- | ------------------- | -------------- | -------------- |
| (1.)    | Einar Halvorsen     | Unia szwedzko-norweska | 48.4 (1.)          | 47.0 (1.) WR | 48.0 (1.)      | 2:29.6 (1.) WR      | 2:29.4 (2.)    | 8:39.2 (2.)    |
| (2.)    | Peder Østlund       | Unia szwedzko-norweska | 49.6 (4.)          | 48.4 (3.)    | 99 !           | 2:31.4 (2.) WR      | 2:28.8 (1.) WR | 9:06.2 (4.)    |
| (3.)    | Filip Petersen      | Unia szwedzko-norweska | 50.0 (5.)          | 99 !         | 99 !           | 2:33.0 (3.)         | 2:35.2 (3.)    | 9:00.6 (3.)    |
| (4.)    | Olav Norseng        | Unia szwedzko-norweska | 49.2 (3.)          | 49.4 (4.)    | 99 !           | 2:34.6 (4.)         | 2:38.8 (4.)    | 9:13.6 (5.)    |
| (5.)    | Karl Olsen          | Unia szwedzko-norweska | 51.2 (7.)          | 99 !         | 99 !           | 2:37.2 (6.)         | 99 !           | 9:14.6 (6.)    |
| (6.)    | Martinus Lørdahl    | Unia szwedzko-norweska | 50.0 (5.)          | 99 !         | 99 !           | 2:37.8 (8.)         | 99 !           | 9:29.6 (7.)    |
| DNF     | Karenus Larsen-Stai | Unia szwedzko-norweska | 51.8 (8.)          | 99 !         | 99 !           | 2:37.6 (7.)         | 99 !           | DNF            |
| DNF     | Peter Sinnerud      | Unia szwedzko-norweska | 52.8 (9.)          | 99 !         | 99 !           | 2:40.6 (9.)         | 99 !           | DNF            |
| DNF     | Albert Evensen      | Unia szwedzko-norweska | 55.4 (12.)         | 99 !         | 99 !           | 2:53.2 (11.)        | 99 !           | DNF            |
| DNF     | Alfred Næss         | Unia szwedzko-norweska | 48.6 (2.)          | 47.0 (1.) WR | 48.2 (2.)      | 2:36.6 (5.)         | 99 !           | DNF            |
| DNF     | Olaf Olsen          | Unia szwedzko-norweska | 54.6 (10.)         | 99 !         | 99 !           | 2:47.0 (10.)        | 99 !           | DNF            |
| DNF     | Conrad Knudsen      | Unia szwedzko-norweska | 55.2 (11.)         | 99 !         | 99 !           | 3:01.2 (12.)        | 99 !           | DNF            |
| DNF     | Jaap Eden           | Holandia               | 99 !               | 99 !         | 99 !           | 99 !                | 99 !           | 8:37.6 (1.) WR |